# Berriatua
Berriatua – gmina w Hiszpanii, w prowincji Biskaja, w Kraju Basków, o powierzchni 20,23 km². W 2011 roku gmina liczyła 1254 mieszkańców.